# Julius Anton Glaser
Julius Anton Glaser, též Julius von Glaser (19. března 1831 Postoloprty – 26. prosince 1885 Vídeň), byl rakousko-uherský, respektive předlitavský státní úředník a politik, v období let 1871–1879 ministr spravedlnosti Předlitavska.

## Biografie
Narodil se v židovské rodině (původní rodné jméno Josue) v Postoloprtech v Čechách, v domě čp. 11 ve stávající Wolkerově ulici, později konvertoval ke křesťanství. Byl prvorozený syn manželů Lazara a Jette (zkrácená forma jména Henrieta) Glaserových. Absolvoval gymnázium v Litoměřicích a střední školu Schottengymnasium ve Vídni. Pak studoval na Univerzitě v Curychu, kde už v roce 1849 získal titul doktora filozofie. V období let 1850–1852 vystudoval práva na Vídeňské univerzitě a roku 1854 získal titul doktora práv. Ale už v roce 1850 získal pozornost vydáním knihy Anglo-skotské trestní procesní řízení. Po ukončení studií učil na Vídeňské univerzitě právo. V roce 1856 byl jmenovaný mimořádným a 1860 řádným profesorem. Roku 1867 byl děkanem právnické fakulty.
V letech 1868–1870 působil jako sekční šéf na ministerstvu kultu a vyučování a podílel se na tvorbě nového školského zákona. Po odchodu vlády Leopolda Hasnera se vrátil na Vídeňskou univerzitu. Již následujícího roku se ale vrátil do politického života a stal se členem vlády. 26. listopadu 1871 se totiž stal ministrem spravedlnosti Předlitavska ve vládě Adolfa von Auersperga. Na této pozici setrval i v následující vládě Karla von Stremayra a ministrem byl až do 12. srpna 1879.
Byl rovněž poslancem Dolnorakouského zemského sněmu, který ho roku 1870 zvolil do Říšské rady (celostátní zákonodárný sbor, tehdy ještě nevolen přímo, ale tvořen delegáty jednotlivých zemských sněmů). Opětovně byl poslancem Říšské rady i ve funkčním období 1871–1873, kdy reprezentoval kurii říšského hlavního a rezidenčního města Vídeň. Na Říšské radě vynikal jako řečník. Výrazně se angažoval v jazykových otázkách a zejména u českých politiků nebyl oblíben jako představitel německorakouských centralistů odmítajících české státoprávní ambice a snižování role německého jazyka v oficiálním užití. Byl odborníkem na trestní právo a významně přispěl k zavedení moderních trestních procesů v monarchii. Zasazoval se o zrušení trestu smrti. Politicky patřil k německé liberální Ústavní straně. V roce 1879 se stal generálním prokurátorem na nejvyšším soudním a kasačním dvoře.
Jeho manželkou byla Wilhelmina rozená Löwenthalová (1836–1918). Měli spolu syna a dvě dcery. Jeho starší dcera Leonora (1865–1942) zahynula v koncentračním táboře Terezín.

## Výběr z díla
- Über Verbrechen und Strafen, Wien 1851
- Abhandlungen aus dem österreichischen Strafrecht. Über strafbare Drohungen, über strafbare Unterlassungen, Wien 1858
- Die Fragestellung in Schwurgerichtsverfahren, Wien 1863
- Gesammelte kleinere Schriften über Strafrecht, Civil- und Strafprocess I, II, Wien 1868
- Studien zum Entwurf des österr. Strafgesetzes über Verbrechen und Vergehen, Wien 1870
- Sammlung strafrechtlicher Entscheidungen des k.k. Obersten Gerichts- und Cassationshofes I-III, Wien 1873
- Sammlung von Civilrechtlichen Entscheidungen des k.k. obersten Gerichtshofes, Wien 1873–1882
- Handbuch des Strafprozesses, Wien 1883